# 六三学制
六三学制又称“六三三”学制。是受壬戌学制影响而制定的6年小学、3年初中的教育制度，为现在中国大陆九年义务教育中通用学制中的一种，在中国大陆影响较广。

## 起源
六三学制最初起源于19世纪20年代美国推行的“六三三学制”。1922年，北洋政府颁布《学校系统改革令》，制定壬戌学制，即正式规定中国学制为小学六年初中三年。

## 特点
历史久远，是中国大陆义务教育的主导学制也是当今世界学制最通行的一种，小学时间较充裕，为大多数城市采用。

### 优点
在小学时期有6年，孩子升学压力小，可以打好学习的基础、学到更多个性化的东西，有利于孩子全面发展。硬件和师资力量要求较低，政府财政投入较少。初中时间稍紧，注重课程教学，使学生迅速掌握系统的文化科学知识，发展智力和各种能力。

### 缺点
在小学阶段浪费太多时间，使初中阶段课程学习压力比较大，用三年的时间来学习初中教学大纲和教材规定的内容，时间紧，学生学业任务重，制约和束缚了初中教育的深化和素质教育的实施。